# مستشفى جامعة شمال ميدلسكس
مستشفى جامعة شمال ميدلسكس (بالإنجليزية: North Middlesex University Hospital)‏، والمعروف محليًا باسم نورث ميد (بالإنجليزية: North Mid)‏، هو مستشفى عام في منطقة إدمونتون في منطقة أنفيلد بلندن.

## التاريخ
تم إنشاء المستشفى كمستوصف لمحل العمل في لانغدج فيلد: تم افتتاحه في 25 يوليو 1910، وتم فصله عن ورشة العمل نفسها بسياج حديدي، على الرغم من أن الاثنين يشتركان في بوابة مشتركة، والتي لا تزال قائمة حتى اليوم. في عام 1915 تم تسليم المجمع إلى الجيش لاستخدامه كمستشفى عسكري، المعروف باسم مستشفى إدمونتون العسكري. بعد نقله مرة أخرى إلى أيدي المدنيين في عام 1920، أصبح المستشفى مستشفى شمال ميدلسكس. انتقلت السيطرة من مجلس أمناء إدمونتون إلى مجلس مقاطعة ميدلسكس في أبريل 1930.
كان المستشفى أول مستشفى بريطاني يعين أخصائية علاج إشعاعي (مارغريت برومهال) لقيادة قسم العلاج الإشعاعي، وذلك في عام 1934. في عام 1938، أُغلقت ورشة العمل، وتم نقل النزلاء إلى تشيس فارم، وأصبحت مبانيها متاحة للمستشفى.
خلال الحرب العالمية الثانية، سقطت ست قنابل شديدة الانفجار على الموقع، مما أدى إلى إلحاق أضرار بالعديد من المباني. عند إنشاء هيئة الخدمات الصحية الوطنية في عام 1948، أصبح مستشفى ساوثجيت المعزول ملحقًا بشمال ميدلسكس وتم تغيير اسمه إلى مستشفى جرينتريز. تم افتتاح قسم الحوادث والطوارئ عام 1955، بعد أن تم بناؤه على الجزء الذي تعرض للقصف من الموقع. افتتحت الأميرة مارغريت رسميًا قسمًا جديدًا للمرضى الخارجيين في أبريل 1960.
تم شراء مرافق جديدة، بما في ذلك مركز تشخيص جديد، وأجنحة للمرضى الداخليين، وغرف العمليات، وقسم للمرضى الخارجيين وقسم للحوادث والطوارئ، بموجب عقد مبادرة التمويل الخاص لاستبدال المرافق القديمة في أكتوبر 2007. تم تنفيذ الأعمال من قبل بويج بتكلفة 118 مليون جنيه استرليني، وافتتحت المرافق الجديدة في يونيو 2010.